# Вюрцбурга — Плахутти перекриття
Перекриття́ Вюрцбурга — Плахутти — ідея в шаховій композиції. Суть ідеї — взаємне перекриття однаково ходячих фігур одного і того ж кольору, без жертви фігури суперника на полі перетину дії цих фігур.

## Історія
Цю ідею відкрив у 1909 році американський шаховий композитор Отто Вюрцбург (10.07.1875 — 19.10.1951). Він зацікавився ідеєю австрійського проблеміста Плахутти і знайшов інший підхід для її вираження.
В рішенні задачі дві однаково ходячі чорні фігури взаємно перекриваються на тематичному полі, на яке, на відміну від перекриття Плахутти не жертвується біла фігура. Для вираження ідеї потрібно, щоб після вступного ходу білих у тематичному варіанті чорна фігура зробила хід, при якому перекривається інша чорна однаково ходяча фігура. Наступним ходом білі, використовуючи перекриття, яке унеможливлює захист фігурою, яка перекрита, — змушують чорну фігуру, що перекрила, відволіктися на інше поле і проходить мат. В іншому тематичному варіанті проходить аналогічна гра з участю цих двох тематичних чорних фігур, які міняються ролями: чорна фігура, що була перекрита, тепер перекриває цю фігуру, яка перед цим була перекриваючою.
Ідея дістала назву — перекриття Вюрцбурга — Плахутти.
|   | a | b | c | d | e | f | g | h |   |
| 8 | d8 чорний кінь · e8 біла тура · g8 білий король · a7 чорний кінь · b7 білий ферзь · c7 чорний пішак · g7 білий кінь · f6 чорний король · g6 чорний пішак · g5 чорний пішак · c4 чорна тура · g4 чорний пішак · d3 чорна тура · f3 білий кінь | d8 чорний кінь · e8 біла тура · g8 білий король · a7 чорний кінь · b7 білий ферзь · c7 чорний пішак · g7 білий кінь · f6 чорний король · g6 чорний пішак · g5 чорний пішак · c4 чорна тура · g4 чорний пішак · d3 чорна тура · f3 білий кінь | d8 чорний кінь · e8 біла тура · g8 білий король · a7 чорний кінь · b7 білий ферзь · c7 чорний пішак · g7 білий кінь · f6 чорний король · g6 чорний пішак · g5 чорний пішак · c4 чорна тура · g4 чорний пішак · d3 чорна тура · f3 білий кінь | d8 чорний кінь · e8 біла тура · g8 білий король · a7 чорний кінь · b7 білий ферзь · c7 чорний пішак · g7 білий кінь · f6 чорний король · g6 чорний пішак · g5 чорний пішак · c4 чорна тура · g4 чорний пішак · d3 чорна тура · f3 білий кінь | d8 чорний кінь · e8 біла тура · g8 білий король · a7 чорний кінь · b7 білий ферзь · c7 чорний пішак · g7 білий кінь · f6 чорний король · g6 чорний пішак · g5 чорний пішак · c4 чорна тура · g4 чорний пішак · d3 чорна тура · f3 білий кінь | d8 чорний кінь · e8 біла тура · g8 білий король · a7 чорний кінь · b7 білий ферзь · c7 чорний пішак · g7 білий кінь · f6 чорний король · g6 чорний пішак · g5 чорний пішак · c4 чорна тура · g4 чорний пішак · d3 чорна тура · f3 білий кінь | d8 чорний кінь · e8 біла тура · g8 білий король · a7 чорний кінь · b7 білий ферзь · c7 чорний пішак · g7 білий кінь · f6 чорний король · g6 чорний пішак · g5 чорний пішак · c4 чорна тура · g4 чорний пішак · d3 чорна тура · f3 білий кінь | d8 чорний кінь · e8 біла тура · g8 білий король · a7 чорний кінь · b7 білий ферзь · c7 чорний пішак · g7 білий кінь · f6 чорний король · g6 чорний пішак · g5 чорний пішак · c4 чорна тура · g4 чорний пішак · d3 чорна тура · f3 білий кінь | 8 |
| 7 | d8 чорний кінь · e8 біла тура · g8 білий король · a7 чорний кінь · b7 білий ферзь · c7 чорний пішак · g7 білий кінь · f6 чорний король · g6 чорний пішак · g5 чорний пішак · c4 чорна тура · g4 чорний пішак · d3 чорна тура · f3 білий кінь | d8 чорний кінь · e8 біла тура · g8 білий король · a7 чорний кінь · b7 білий ферзь · c7 чорний пішак · g7 білий кінь · f6 чорний король · g6 чорний пішак · g5 чорний пішак · c4 чорна тура · g4 чорний пішак · d3 чорна тура · f3 білий кінь | d8 чорний кінь · e8 біла тура · g8 білий король · a7 чорний кінь · b7 білий ферзь · c7 чорний пішак · g7 білий кінь · f6 чорний король · g6 чорний пішак · g5 чорний пішак · c4 чорна тура · g4 чорний пішак · d3 чорна тура · f3 білий кінь | d8 чорний кінь · e8 біла тура · g8 білий король · a7 чорний кінь · b7 білий ферзь · c7 чорний пішак · g7 білий кінь · f6 чорний король · g6 чорний пішак · g5 чорний пішак · c4 чорна тура · g4 чорний пішак · d3 чорна тура · f3 білий кінь | d8 чорний кінь · e8 біла тура · g8 білий король · a7 чорний кінь · b7 білий ферзь · c7 чорний пішак · g7 білий кінь · f6 чорний король · g6 чорний пішак · g5 чорний пішак · c4 чорна тура · g4 чорний пішак · d3 чорна тура · f3 білий кінь | d8 чорний кінь · e8 біла тура · g8 білий король · a7 чорний кінь · b7 білий ферзь · c7 чорний пішак · g7 білий кінь · f6 чорний король · g6 чорний пішак · g5 чорний пішак · c4 чорна тура · g4 чорний пішак · d3 чорна тура · f3 білий кінь | d8 чорний кінь · e8 біла тура · g8 білий король · a7 чорний кінь · b7 білий ферзь · c7 чорний пішак · g7 білий кінь · f6 чорний король · g6 чорний пішак · g5 чорний пішак · c4 чорна тура · g4 чорний пішак · d3 чорна тура · f3 білий кінь | d8 чорний кінь · e8 біла тура · g8 білий король · a7 чорний кінь · b7 білий ферзь · c7 чорний пішак · g7 білий кінь · f6 чорний король · g6 чорний пішак · g5 чорний пішак · c4 чорна тура · g4 чорний пішак · d3 чорна тура · f3 білий кінь | 7 |
| 6 | d8 чорний кінь · e8 біла тура · g8 білий король · a7 чорний кінь · b7 білий ферзь · c7 чорний пішак · g7 білий кінь · f6 чорний король · g6 чорний пішак · g5 чорний пішак · c4 чорна тура · g4 чорний пішак · d3 чорна тура · f3 білий кінь | d8 чорний кінь · e8 біла тура · g8 білий король · a7 чорний кінь · b7 білий ферзь · c7 чорний пішак · g7 білий кінь · f6 чорний король · g6 чорний пішак · g5 чорний пішак · c4 чорна тура · g4 чорний пішак · d3 чорна тура · f3 білий кінь | d8 чорний кінь · e8 біла тура · g8 білий король · a7 чорний кінь · b7 білий ферзь · c7 чорний пішак · g7 білий кінь · f6 чорний король · g6 чорний пішак · g5 чорний пішак · c4 чорна тура · g4 чорний пішак · d3 чорна тура · f3 білий кінь | d8 чорний кінь · e8 біла тура · g8 білий король · a7 чорний кінь · b7 білий ферзь · c7 чорний пішак · g7 білий кінь · f6 чорний король · g6 чорний пішак · g5 чорний пішак · c4 чорна тура · g4 чорний пішак · d3 чорна тура · f3 білий кінь | d8 чорний кінь · e8 біла тура · g8 білий король · a7 чорний кінь · b7 білий ферзь · c7 чорний пішак · g7 білий кінь · f6 чорний король · g6 чорний пішак · g5 чорний пішак · c4 чорна тура · g4 чорний пішак · d3 чорна тура · f3 білий кінь | d8 чорний кінь · e8 біла тура · g8 білий король · a7 чорний кінь · b7 білий ферзь · c7 чорний пішак · g7 білий кінь · f6 чорний король · g6 чорний пішак · g5 чорний пішак · c4 чорна тура · g4 чорний пішак · d3 чорна тура · f3 білий кінь | d8 чорний кінь · e8 біла тура · g8 білий король · a7 чорний кінь · b7 білий ферзь · c7 чорний пішак · g7 білий кінь · f6 чорний король · g6 чорний пішак · g5 чорний пішак · c4 чорна тура · g4 чорний пішак · d3 чорна тура · f3 білий кінь | d8 чорний кінь · e8 біла тура · g8 білий король · a7 чорний кінь · b7 білий ферзь · c7 чорний пішак · g7 білий кінь · f6 чорний король · g6 чорний пішак · g5 чорний пішак · c4 чорна тура · g4 чорний пішак · d3 чорна тура · f3 білий кінь | 6 |
| 5 | d8 чорний кінь · e8 біла тура · g8 білий король · a7 чорний кінь · b7 білий ферзь · c7 чорний пішак · g7 білий кінь · f6 чорний король · g6 чорний пішак · g5 чорний пішак · c4 чорна тура · g4 чорний пішак · d3 чорна тура · f3 білий кінь | d8 чорний кінь · e8 біла тура · g8 білий король · a7 чорний кінь · b7 білий ферзь · c7 чорний пішак · g7 білий кінь · f6 чорний король · g6 чорний пішак · g5 чорний пішак · c4 чорна тура · g4 чорний пішак · d3 чорна тура · f3 білий кінь | d8 чорний кінь · e8 біла тура · g8 білий король · a7 чорний кінь · b7 білий ферзь · c7 чорний пішак · g7 білий кінь · f6 чорний король · g6 чорний пішак · g5 чорний пішак · c4 чорна тура · g4 чорний пішак · d3 чорна тура · f3 білий кінь | d8 чорний кінь · e8 біла тура · g8 білий король · a7 чорний кінь · b7 білий ферзь · c7 чорний пішак · g7 білий кінь · f6 чорний король · g6 чорний пішак · g5 чорний пішак · c4 чорна тура · g4 чорний пішак · d3 чорна тура · f3 білий кінь | d8 чорний кінь · e8 біла тура · g8 білий король · a7 чорний кінь · b7 білий ферзь · c7 чорний пішак · g7 білий кінь · f6 чорний король · g6 чорний пішак · g5 чорний пішак · c4 чорна тура · g4 чорний пішак · d3 чорна тура · f3 білий кінь | d8 чорний кінь · e8 біла тура · g8 білий король · a7 чорний кінь · b7 білий ферзь · c7 чорний пішак · g7 білий кінь · f6 чорний король · g6 чорний пішак · g5 чорний пішак · c4 чорна тура · g4 чорний пішак · d3 чорна тура · f3 білий кінь | d8 чорний кінь · e8 біла тура · g8 білий король · a7 чорний кінь · b7 білий ферзь · c7 чорний пішак · g7 білий кінь · f6 чорний король · g6 чорний пішак · g5 чорний пішак · c4 чорна тура · g4 чорний пішак · d3 чорна тура · f3 білий кінь | d8 чорний кінь · e8 біла тура · g8 білий король · a7 чорний кінь · b7 білий ферзь · c7 чорний пішак · g7 білий кінь · f6 чорний король · g6 чорний пішак · g5 чорний пішак · c4 чорна тура · g4 чорний пішак · d3 чорна тура · f3 білий кінь | 5 |
| 4 | d8 чорний кінь · e8 біла тура · g8 білий король · a7 чорний кінь · b7 білий ферзь · c7 чорний пішак · g7 білий кінь · f6 чорний король · g6 чорний пішак · g5 чорний пішак · c4 чорна тура · g4 чорний пішак · d3 чорна тура · f3 білий кінь | d8 чорний кінь · e8 біла тура · g8 білий король · a7 чорний кінь · b7 білий ферзь · c7 чорний пішак · g7 білий кінь · f6 чорний король · g6 чорний пішак · g5 чорний пішак · c4 чорна тура · g4 чорний пішак · d3 чорна тура · f3 білий кінь | d8 чорний кінь · e8 біла тура · g8 білий король · a7 чорний кінь · b7 білий ферзь · c7 чорний пішак · g7 білий кінь · f6 чорний король · g6 чорний пішак · g5 чорний пішак · c4 чорна тура · g4 чорний пішак · d3 чорна тура · f3 білий кінь | d8 чорний кінь · e8 біла тура · g8 білий король · a7 чорний кінь · b7 білий ферзь · c7 чорний пішак · g7 білий кінь · f6 чорний король · g6 чорний пішак · g5 чорний пішак · c4 чорна тура · g4 чорний пішак · d3 чорна тура · f3 білий кінь | d8 чорний кінь · e8 біла тура · g8 білий король · a7 чорний кінь · b7 білий ферзь · c7 чорний пішак · g7 білий кінь · f6 чорний король · g6 чорний пішак · g5 чорний пішак · c4 чорна тура · g4 чорний пішак · d3 чорна тура · f3 білий кінь | d8 чорний кінь · e8 біла тура · g8 білий король · a7 чорний кінь · b7 білий ферзь · c7 чорний пішак · g7 білий кінь · f6 чорний король · g6 чорний пішак · g5 чорний пішак · c4 чорна тура · g4 чорний пішак · d3 чорна тура · f3 білий кінь | d8 чорний кінь · e8 біла тура · g8 білий король · a7 чорний кінь · b7 білий ферзь · c7 чорний пішак · g7 білий кінь · f6 чорний король · g6 чорний пішак · g5 чорний пішак · c4 чорна тура · g4 чорний пішак · d3 чорна тура · f3 білий кінь | d8 чорний кінь · e8 біла тура · g8 білий король · a7 чорний кінь · b7 білий ферзь · c7 чорний пішак · g7 білий кінь · f6 чорний король · g6 чорний пішак · g5 чорний пішак · c4 чорна тура · g4 чорний пішак · d3 чорна тура · f3 білий кінь | 4 |
| 3 | d8 чорний кінь · e8 біла тура · g8 білий король · a7 чорний кінь · b7 білий ферзь · c7 чорний пішак · g7 білий кінь · f6 чорний король · g6 чорний пішак · g5 чорний пішак · c4 чорна тура · g4 чорний пішак · d3 чорна тура · f3 білий кінь | d8 чорний кінь · e8 біла тура · g8 білий король · a7 чорний кінь · b7 білий ферзь · c7 чорний пішак · g7 білий кінь · f6 чорний король · g6 чорний пішак · g5 чорний пішак · c4 чорна тура · g4 чорний пішак · d3 чорна тура · f3 білий кінь | d8 чорний кінь · e8 біла тура · g8 білий король · a7 чорний кінь · b7 білий ферзь · c7 чорний пішак · g7 білий кінь · f6 чорний король · g6 чорний пішак · g5 чорний пішак · c4 чорна тура · g4 чорний пішак · d3 чорна тура · f3 білий кінь | d8 чорний кінь · e8 біла тура · g8 білий король · a7 чорний кінь · b7 білий ферзь · c7 чорний пішак · g7 білий кінь · f6 чорний король · g6 чорний пішак · g5 чорний пішак · c4 чорна тура · g4 чорний пішак · d3 чорна тура · f3 білий кінь | d8 чорний кінь · e8 біла тура · g8 білий король · a7 чорний кінь · b7 білий ферзь · c7 чорний пішак · g7 білий кінь · f6 чорний король · g6 чорний пішак · g5 чорний пішак · c4 чорна тура · g4 чорний пішак · d3 чорна тура · f3 білий кінь | d8 чорний кінь · e8 біла тура · g8 білий король · a7 чорний кінь · b7 білий ферзь · c7 чорний пішак · g7 білий кінь · f6 чорний король · g6 чорний пішак · g5 чорний пішак · c4 чорна тура · g4 чорний пішак · d3 чорна тура · f3 білий кінь | d8 чорний кінь · e8 біла тура · g8 білий король · a7 чорний кінь · b7 білий ферзь · c7 чорний пішак · g7 білий кінь · f6 чорний король · g6 чорний пішак · g5 чорний пішак · c4 чорна тура · g4 чорний пішак · d3 чорна тура · f3 білий кінь | d8 чорний кінь · e8 біла тура · g8 білий король · a7 чорний кінь · b7 білий ферзь · c7 чорний пішак · g7 білий кінь · f6 чорний король · g6 чорний пішак · g5 чорний пішак · c4 чорна тура · g4 чорний пішак · d3 чорна тура · f3 білий кінь | 3 |
| 2 | d8 чорний кінь · e8 біла тура · g8 білий король · a7 чорний кінь · b7 білий ферзь · c7 чорний пішак · g7 білий кінь · f6 чорний король · g6 чорний пішак · g5 чорний пішак · c4 чорна тура · g4 чорний пішак · d3 чорна тура · f3 білий кінь | d8 чорний кінь · e8 біла тура · g8 білий король · a7 чорний кінь · b7 білий ферзь · c7 чорний пішак · g7 білий кінь · f6 чорний король · g6 чорний пішак · g5 чорний пішак · c4 чорна тура · g4 чорний пішак · d3 чорна тура · f3 білий кінь | d8 чорний кінь · e8 біла тура · g8 білий король · a7 чорний кінь · b7 білий ферзь · c7 чорний пішак · g7 білий кінь · f6 чорний король · g6 чорний пішак · g5 чорний пішак · c4 чорна тура · g4 чорний пішак · d3 чорна тура · f3 білий кінь | d8 чорний кінь · e8 біла тура · g8 білий король · a7 чорний кінь · b7 білий ферзь · c7 чорний пішак · g7 білий кінь · f6 чорний король · g6 чорний пішак · g5 чорний пішак · c4 чорна тура · g4 чорний пішак · d3 чорна тура · f3 білий кінь | d8 чорний кінь · e8 біла тура · g8 білий король · a7 чорний кінь · b7 білий ферзь · c7 чорний пішак · g7 білий кінь · f6 чорний король · g6 чорний пішак · g5 чорний пішак · c4 чорна тура · g4 чорний пішак · d3 чорна тура · f3 білий кінь | d8 чорний кінь · e8 біла тура · g8 білий король · a7 чорний кінь · b7 білий ферзь · c7 чорний пішак · g7 білий кінь · f6 чорний король · g6 чорний пішак · g5 чорний пішак · c4 чорна тура · g4 чорний пішак · d3 чорна тура · f3 білий кінь | d8 чорний кінь · e8 біла тура · g8 білий король · a7 чорний кінь · b7 білий ферзь · c7 чорний пішак · g7 білий кінь · f6 чорний король · g6 чорний пішак · g5 чорний пішак · c4 чорна тура · g4 чорний пішак · d3 чорна тура · f3 білий кінь | d8 чорний кінь · e8 біла тура · g8 білий король · a7 чорний кінь · b7 білий ферзь · c7 чорний пішак · g7 білий кінь · f6 чорний король · g6 чорний пішак · g5 чорний пішак · c4 чорна тура · g4 чорний пішак · d3 чорна тура · f3 білий кінь | 2 |
| 1 | d8 чорний кінь · e8 біла тура · g8 білий король · a7 чорний кінь · b7 білий ферзь · c7 чорний пішак · g7 білий кінь · f6 чорний король · g6 чорний пішак · g5 чорний пішак · c4 чорна тура · g4 чорний пішак · d3 чорна тура · f3 білий кінь | d8 чорний кінь · e8 біла тура · g8 білий король · a7 чорний кінь · b7 білий ферзь · c7 чорний пішак · g7 білий кінь · f6 чорний король · g6 чорний пішак · g5 чорний пішак · c4 чорна тура · g4 чорний пішак · d3 чорна тура · f3 білий кінь | d8 чорний кінь · e8 біла тура · g8 білий король · a7 чорний кінь · b7 білий ферзь · c7 чорний пішак · g7 білий кінь · f6 чорний король · g6 чорний пішак · g5 чорний пішак · c4 чорна тура · g4 чорний пішак · d3 чорна тура · f3 білий кінь | d8 чорний кінь · e8 біла тура · g8 білий король · a7 чорний кінь · b7 білий ферзь · c7 чорний пішак · g7 білий кінь · f6 чорний король · g6 чорний пішак · g5 чорний пішак · c4 чорна тура · g4 чорний пішак · d3 чорна тура · f3 білий кінь | d8 чорний кінь · e8 біла тура · g8 білий король · a7 чорний кінь · b7 білий ферзь · c7 чорний пішак · g7 білий кінь · f6 чорний король · g6 чорний пішак · g5 чорний пішак · c4 чорна тура · g4 чорний пішак · d3 чорна тура · f3 білий кінь | d8 чорний кінь · e8 біла тура · g8 білий король · a7 чорний кінь · b7 білий ферзь · c7 чорний пішак · g7 білий кінь · f6 чорний король · g6 чорний пішак · g5 чорний пішак · c4 чорна тура · g4 чорний пішак · d3 чорна тура · f3 білий кінь | d8 чорний кінь · e8 біла тура · g8 білий король · a7 чорний кінь · b7 білий ферзь · c7 чорний пішак · g7 білий кінь · f6 чорний король · g6 чорний пішак · g5 чорний пішак · c4 чорна тура · g4 чорний пішак · d3 чорна тура · f3 білий кінь | d8 чорний кінь · e8 біла тура · g8 білий король · a7 чорний кінь · b7 білий ферзь · c7 чорний пішак · g7 білий кінь · f6 чорний король · g6 чорний пішак · g5 чорний пішак · c4 чорна тура · g4 чорний пішак · d3 чорна тура · f3 білий кінь | 1 |
|   | a | b | c | d | e | f | g | h |   |

FEN: 3nR1K1/nQp3N1/5kp1/6p1/2r3p1/3r1N2/8/8
1. Se5! ~ 2. Qb2! ~ 3. Sxg4, Sd7#
1. ... Rcd4 2. Qd5! Rxd5 3. Sxg4#
1. ... Rdd4 2. Qe4! Rxe4 3. Sd7#